# Campionati del mondo di ciclismo su pista 1998

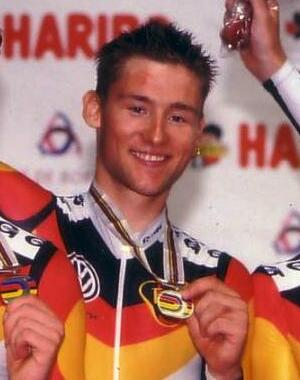

I Campionati del mondo di ciclismo su pista 1998 (en.: 1998 UCI Track World Championships) si svolsero a Bordeaux, in Francia, dal 26 al 30 agosto.

## Medagliere
| Posiz. | Nazione     | Oro | Argento | Bronzo | Totale |
| ------ | ----------- | --- | ------- | ------ | ------ |
| 1      | Francia     | 6   | 1       | 2      | 9      |
| 2      | Spagna      | 2   | 0       | 0      | 2      |
| 3      | Germania    | 1   | 3       | 4      | 8      |
| 4      | Australia   | 1   | 3       | 1      | 5      |
| 5      | Belgio      | 1   | 0       | 0      | 1      |
| 5      | Ucraina     | 1   | 0       | 0      | 1      |
| 7      | Italia      | 0   | 1       | 2      | 3      |
| 8      | Canada      | 0   | 1       | 1      | 2      |
| 9      | Lettonia    | 0   | 1       | 0      | 1      |
| 9      | Messico     | 0   | 1       | 0      | 1      |
| 9      | Paesi Bassi | 0   | 1       | 0      | 1      |
| 12     | Russia      | 0   | 0       | 1      | 1      |
| 12     | Stati Uniti | 0   | 0       | 1      | 1      |